# Masubi Fluctus
Il Masubi Fluctus è una struttura geologica della superficie di Io.